# نادي واريورز
نادي واريورز لكرة القدم (بالإنجليزية: Warriors Football Club)‏ هو نادٍ رياضي سنغافوري لكرة القدم. وأحد فرق الدوري السنغافوري. تأسس عام 1975 باسم نادي القوات المسلحة السنغافورية لكرة القدم.

## نبذة
يشارك نادي واريورز ضمن الدوري السنغافوري لكرة القدم منذ عام 1975 وحتى 1995 في ما كان يعرف سابقا بدوري كرة القدم الوطني NFL وحقق بطولتها في الأعوام 1978 و1980 و1986. وأُعيد تشكيل الفريق للمشاركة في الدوري السنغافوري (S. League) في عام 1996، والاستغناء عن المشاركة في دوري كرة القدم الوطني NFL الذي أصبح في المستوى الثاني من بطولات كرة القدم السنغافورية. أتاحت المشاركة في الدوري الجديد للاعبين التحرر من قيود الجيش، والمشاركة كلاعبي كرة قدم محترفين، وإتاحة الفرصة للاعبين الأجانب للعب في صفوف الفريق. في عام 2009 تأهل الفريق للمشاركة في دوري أبطال آسيا، ليكون أول فريق سنغافوري يتأهل لهذه المسابقة.
في 20 يناير 2013، تم تغيير اسم النادي من القوات المسلحة السنغافورية إلى اسمه الحالي ووريورز. وذلك قبل بداية موسم 2013 من الدوري السنغافوري.

## الشعار

الشعار السابق للنادي والذي يحمل اسم القوات المسلحة السنغافورية
الشعار الحالي للنادي (2013 - مستمر)

## الإنجازات
- الدوري السنغافوري
- البطل (8): 1996 ،1997 ،1998 ،2000 ،2002 ،2006 ،2007 ،2008،
- كأس سنغافورة
- البطل (4): 1997 ،1999 ،2007 ،2008

## اللاعبون
| الرقم |          | المركز | اللاعب            |
| ----- | -------- | ------ | ----------------- |
| 1     | سنغافورة | حارس   | توه جووان         |
| 2     | سنغافورة | مدافع  | شيفل اسا          |
| 3     | اليابان  | مدافع  | كينجب اراي        |
| 4     | سنغافورة | مدافع  | حافظ عثمان        |
| 6     | سنغافورة | مهاجم  | احمد لطيف         |
| 7     | اليابان  | وسط    | ماساهيرو فوكوساوا |
| 8     | تايلاند  | وسط    | ثيرداسك تشايمان   |
| 9     | سنغافورة | مهاجم  | الكساندر دوريك    |
| 10    | سنغافورة | وسط    | جون ويلكينسون     |

| الرقم |                | المركز | اللاعب        |
| ----- | -------------- | ------ | ------------- |
| 12    | سنغافورة       | مهاجم  | جونتر جافريل  |
| 13    | سنغافورة       | مدافع  | رزايلي خاليك  |
| 14    | سنغافورة       | حارس   | شاهريل جانتال |
| 16    | سنغافورة       | مدافع  | دانييل بينيت  |
| 18    | كوريا الجنوبية | وسط    | بارك تاي وون  |
| 19    | سنغافورة       | وسط    | مستقيم منذر   |
| 20    | سنغافورة       | وسط    | سيد كريم      |

## موقع خارجية
- الموقع الرسمي للنادي
- الدوري السنغافوري